# Zwevegem
Zwevegem és un municipi belga de la província de Flandes Occidental a la regió de Flandes.

## Seccions
| #            | Nom                                              | Superfície (km²) | Població |
| ------------ | ------------------------------------------------ | ---------------- | -------- |
| I (VI) (VII) | Zwevegem - Zwevegem - Kappaert - Zwevegem-Knokke |                  |          |
| II           | Sint-Denijs                                      | 16,60            | 2.492    |
| III          | Moen                                             | 10,44            | 2.746    |
| IV           | Heestert                                         | 13,08            |          |
| V            | Otegem                                           |                  | 2.300    |

## Localització

Mapa de Zwevegem

| - a. Harelbeke - b. Deerlijk amb Sint-Lodewijk (Deerlijk) - c. Vichte (Anzegem) - d. Ingooigem (Anzegem) - e. Tiegem (Anzegem) - f. Waarmaarde (Avelgem) - g. Avelgem - h. Outrijve (Avelgem) - i. Bossuit (Avelgem) - j. Helkijn (Spiere-Helkijn) - k. Spiere (Spiere-Helkijn) - l. Kooigem (Kortrijk) - m. Bellegem (Kortrijk) - n. Kortrijk (Kortrijk) |

## Personatges il·lustres
- Marcel Kint, ciclista.
- Joseph Planckaert, ciclista.
- Dirk Baert, ciclista.